# Episodi di JAG - Avvocati in divisa (terza stagione)
La terza stagione della serie televisiva JAG - Avvocati in divisa, composta da 24 episodi, è stata trasmessa in prima visione negli Stati Uniti d'America dalla CBS tra il 23 settembre 1997 e il 19 maggio 1998.
In Italia è stata trasmessa in prima visione da Rai 2.
| nº | Titolo originale                    | Titolo italiano           | Prima TV USA      | Prima TV Italia       |
| -- | ----------------------------------- | ------------------------- | ----------------- | --------------------- |
| 1  | Ghost Ship                          | La nave fantasma          | 23 settembre 1997 |                       |
| 2  | The Court-Martial of Sandra Gilbert | Pari opportunità          | 30 settembre 1997 |                       |
| 3  | The Good of the Service             | Il prezzo del dovere      | 7 ottobre 1997    |                       |
| 4  | Blind Side                          | Volo pericoloso           | 14 ottobre 1997   |                       |
| 5  | King of the Fleas                   | Il re delle pulci         | 21 ottobre 1997   |                       |
| 6  | Vanished                            | Scomparso                 | 28 ottobre 1997   |                       |
| 7  | Against All Enemies                 | Misterioso incidente      | 4 novembre 1997   |                       |
| 8  | Above and Beyond                    | Oltre il dovere           | 11 novembre 1997  |                       |
| 9  | Impact                              | Addio maggiore Mackenzie  | 18 novembre 1997  |                       |
| 10 | People v. Rabb                      | Un dossier scottante      | 25 novembre 1997  |                       |
| 11 | Defenseless                         | Una difesa impossibile    | 9 dicembre 1997   | 4 aprile 1998         |
| 12 | Someone to Watch Over Annie         | Il testimone              | 6 gennaio 1998    | 27 novembre 1998      |
| 13 | With Intent to Die                  | Suicidio sospetto         | 13 gennaio 1998   | 28 novembre 1998      |
| 14 | Father's Day                        | Amore paterno             | 3 febbraio 1998   | 30 novembre 1998      |
| 15 | Yesterday's Heroes                  | Eroi in pensione          | 24 febbraio 1998  | 1 dicembre 1998       |
| 16 | Chains of Command                   | Abuso di potere           | 3 marzo 1998      | 2 dicembre 1998       |
| 17 | The Stalker                         | Il maniaco                | 17 marzo 1998     | 3 dicembre 1998       |
| 18 | Tiger, Tiger                        | Libertador                | 24 marzo 1998     | 7 dicembre 1998       |
| 19 | Death Watch                         | Diane                     | 31 marzo 1998     | 9 dicembre 1998       |
| 20 | Imposter                            | L'impostore               | 21 aprile 1998    | 12 dicembre 1998      |
| 21 | The Return of Jimmy Blackhorse      | Il ritorno di Jimmy       | 28 aprile 1998    | 10 dicembre 1998      |
| 22 | Clipped Wings                       | Un bacio per l'ammiraglio | 5 maggio 1998     |                       |
| 23 | Wedding Bell Blues                  | Viva gli sposi            | 12 maggio 1998    | (14) 15 dicembre 1998 |
| 24 | To Russia with Love (1/2)           | Pista siberiana           | 19 maggio 1998    | (15 dicembre 1998)    |

## La nave fantasma
- Titolo originale: Ghost Ship
- Diretto da: Donald P. Bellisario
- Scritto da: Donald P. Bellisario

### Trama
Uno scheletro viene trovato a bordo di una nave della marina che sta per essere smantellata e Harm è convinto che questo sia legato a suo padre disperso in azione in Vietnam.

## Pari opportunità
- Titolo originale: The Court-Martial of Sandra Gilbert
- Diretto da: Alan J. Levi
- Scritto da: Stephen Zito

### Trama
Una pilota dei Marine è accusata di adulterio e disobbedienza a un ordine diretto e Harm la difende al processo mentre la deputata Bobbi Latham del congresso interferisce nel caso.

## Il prezzo del dovere
- Titolo originale: The Good of the Service
- Diretto da: Alan J. Levi
- Scritto da: Larry Moskowitz

### Trama
Un tenente colonnello dei Marine è accusato di disobbedienza per aver inviato dei soldati a salvare altri marine prigionieri ad Haiti. Il caso è seguito dal Presidente degli Stati Uniti a causa dell'eco provocata per l'uccisione di civili durante l'operazione. Harm è assegnato all'accusa del militare, mentre l'Ammiraglio Chegwidden decide di assumere lui stesso la difesa.

## Volo pericoloso
- Titolo originale: Blind Side
- Diretto da: Tony Wharmby
- Scritto da: Dana Coen

### Trama
Durante un volo di addestramento, un F-14 Tomcat urta un cavo ad alta tensione; il pilota e il copilota riescono a salvarsi, eiettandosi, ma l'aereo cade addosso a un'automobile, causando la morte di una donna e di suo figlio. Harm viene incaricato dell'inchiesta, che deve stabilire se la causa dell'incidente sia un'imprudenza del pilota, oppure altro. L'inchiesta ben presto coinvolge l'istruttore di volo del pilota, il Capitano Hochausen, che in passato fu anche istruttore di Harm.

## Il re delle pulci
- Titolo originale: King of the Fleas
- Diretto da: Tony Wharmby
- Scritto da: Dana Coen

### Trama
Willie Meizer, un paraplegico reduce della guerra del Vietnam, che suona tutti i giorni una fisarmonica su un marciapiede, uccide apparentemente senza motivo un vietnamita, fermo ad ascoltarlo. Dopo il fatto, si reca nella sede del JAG per confessare il delitto; subito non viene preso sul serio, ma ben presto l'atteggiamento cambia. Meizer può così finalmente raccontare la sua storia, che ha inizio in un terribile campo di prigionia nel Vietnam, trent'anni prima.

## Scomparso
- Titolo originale: Vanished
- Diretto da: Alan J. Levi
- Scritto da: R. Scott Gemmill

### Trama
Un F-14 Tomcat, durante un temporale, all'interno del Triangolo delle Bermude, esce dalla formazione di volo e scompare. Harm, Mac e Bud devono indagare sul misterioso avvenimento, avendo a che fare con cercatori di UFO e milizie clandestine sovversive, con l'unica certezza della concomitante scomparsa della famiglia del pilota, moglie e figlia.

## Misterioso incidente
- Titolo originale: Against All Enemies
- Diretto da: Joe Napolitano
- Scritto da: Alex Davidson

### Trama
Durante un'esercitazione in acque internazionali, non lontano dalla Corea del Nord, da un F/A-18 Hornet parte per errore un missile, il quale colpisce un aereo civile nordcoreano. L'inchiesta porta Harm, Mac e Bud a bordo della portaerei Reprisal, dove i tre dovranno stabilire in che modo sia partito il missile, e perché i nordcoreani sono così interessati al relitto dell'aereo abbattuto da minacciare un intervento armato.

## Oltre il dovere
- Titolo originale: Above and Beyond
- Diretto da: Tony Wharmby
- Scritto da: Paul J. Levine

### Trama
L'ufficiale in capo di una squadra di Navy Seal in sola missione di ricognizione decide di cambiare tattica e, senza aspettare il preventivato arrivo dei Ranger, si lancia al salvataggio di un diplomatico prigioniero, con un altro seal, che viene ferito gravemente. Riuscito nell'impresa, Harm e Mac indagano per verificare che sia degno della Medaglia d'Onore, massima onorificenza militare, che il Presidente gli vuole conferire, ma i suoi uomini lo accusano di essere un temerario e di aver violato il codice dei Seal abbandonando il soldato ferito.

## Addio maggiore Mackenzie
- Titolo originale: Impact
- Diretto da: Paul Schneider
- Scritto da: R. Scott Gemmill

### Trama
Un elicottero dei marines precipita senza apparente motivo. Harm viene inviato ad indagare, con Bud, e scopre che l'elicottero è stato abbattuto da un velivolo sperimentale, segretamente custodito in un'area estremamente sorvegliata. Mac lascia il JAG.

## Un dossier scottante
- Titolo originale: People v. Rabb
- Diretto da: Greg Beeman
- Scritto da: Larry Moskowitz

### Trama
Harm cerca di acquistare un dossier sul padre da un russo; questi viene ucciso da un misterioso compatriota che scompare. Harm viene imprigionato per omicidio ed è costretto a evadere, per scagionarsi, con l'aiuto di Clayton Webb, che lo vuole usare come esca per catturare un ex colonnello russo, adesso spia indipendente e vero autore dell'omicidio. Intanto Mac, dopo poco più di un mese, insoddisfatta del lavoro di ufficio cui è costretta, chiede di rientrare nel JAG.

## Una difesa impossibile
- Titolo originale: Defenseless
- Diretto da: Tony Wharmby
- Scritto da: Kimberly Costello

### Trama
Harm affronta la difesa impossibile di una donna ufficiale che, senza testimoni, aveva ucciso un diplomatico turco disarmato, e che dichiara di averlo fatto per legittima difesa, avendo semplicemente intuito che il diplomatico voleva aggredirla. Harm contro le aspettative di tutti riesce a scagionarla, ma le cose non sono affatto quello che sembrano.

## Il testimone
- Titolo originale: Someone to Watch Over Annie
- Diretto da: Greg Beeman
- Scritto da: Stephen Zito

### Trama
Josh Pendry, figlio del Tenente Lucas Pendry, grande amico di Harm deceduto in un incidente con il suo F-14 Tomcat, afferma di aver assistito a un omicidio in una base aerea. La madre Annie si rivolge ad Harm, per capire se il figlio ha davvero visto un omicidio oppure si stia inventando tutto; un attentato, in cui per poco Josh non viene assassinato, fuga ogni dubbio, e Harm viene formalmente incaricato delle indagini. Harm è inoltre sentimentalmente interessato ad Annie, la quale pare ricambiare.

## Suicidio sospetto
- Titolo originale: With Intent to Die
- Diretto da: Winrich Kolbe
- Scritto da: Larry Moskowitz

### Trama
L'Ammiraglio Clancy, amico dell'Ammiraglio Chegwidden, viene trovato morto durante una battuta di caccia. Apparentemente si tratta di un suicidio, ma l'Ammiraglio Chegwidden dubita fortemente di ciò e incarica Harm e Mac di indagare. Chegwidden ha degli incubi nei quali vede Clancy, che gli parla e lo sprona a proseguire nelle indagini. Quando l'Ammiraglio Whelan, presente alla stessa battuta di caccia, viene ucciso a coltellate, appare chiaro che anche Clancy venne ucciso, e che il movente dei due omicidi vada ricercato nel passato di entrambi.

## Amore paterno
- Titolo originale: Father's Day
- Diretto da: Tony Wharmby
- Scritto da: Dana Coen

### Trama
Un Caporale carrista dei Marines, durante un'esercitazione, per errore distrugge la tenda del Comandante. Agli ufficiali del JAG appare come un caso di normale amministrazione, ma presto si scopre che la causa della distrazione del Caporale è la volontà dell'ex moglie di andarsene e portarsi via il figlio. Comincia una battaglia in tribunale per decidere l'affidamento del bambino, e la situazione sembra precipitare quando il Caporale elude la sorveglianza, ruba un carro armato e tenta di scappare con il figlio.

## Eroi in pensione
- Titolo originale: Yesterday's Heroes
- Diretto da: Greg Beeman
- Scritto da: R. Scott Gemmill

### Trama
Un piccolo yacht, inseguito dalla Guardia Costiera, non si ferma nonostante i ripetuti richiami, e un colpo di cannone di avvertimento pare affondare l'imbarcazione. Harm, Mac e Bud indagano sull'accaduto; il ritrovamento di un timer ad acido risalente ad almeno cinquanta anni prima porta a una pista inaspettata, che coinvolge tre militari in pensione. Lo yacht era di proprietà di un uomo politico sudamericano, ma utilizzato dal figlio, trafficante di droga; questo porta a una situazione di pericolo, che i tre ufficiali devono risolvere in fretta.

## Abuso di potere
- Titolo originale: Chains of Command
- Diretto da: Tony Wharmby
- Scritto da: Stephen Zito

### Trama
Il sottufficiale Flannery Douglas compie un errore che per poco non causa la caduta di un F-14 Tomcat sulla portaerei Seahawk. Viene sollevata dall'incarico, ma il Primo Capo Sullivan la convoca nel suo ufficio e le fa capire che potrebbe intercedere per lei in cambio di favori sessuali. La Douglas decide quindi di denunciare il Primo Capo, e il caso diventa di dominio pubblico, arrivando a interessare la deputata Bobbi Latham. In tribunale, Harm, Mac e Bud si trovano a fronteggiare l'avvocato Dalton Lowne, fidanzato di Mac.

## Il maniaco
- Titolo originale: The Stalker
- Diretto da: Scott Brazil
- Scritto da: Larry Moskowitz

### Trama
L'ormai ex fidanzato di Mac, l'avvocato Dalton Lowne, continua a cercare di vederla, causandole rabbia e disappunto. Mac ha però anche un ammiratore segreto e pericoloso, un vero e proprio stalker, che la fotografa di nascosto, la spia tramite microspie piazzate nel suo alloggio, e che è disposto a uccidere chiunque si metta tra lui e Mac, come accade a Lowne. Mac cade in uno stato di vera e propria prostrazione, ricominciando a bere alcolici. Harm accorre quindi in suo aiuto, indagando a fondo, per cercare di risolvere la situazione e catturare il pericoloso maniaco.

## Libertador
- Titolo originale: Tiger, Tiger
- Diretto da: Tony Wharmby
- Scritto da: Thom Parham

### Trama
Un gruppo di dissidenti cubani armati, facenti parte di un gruppo denominato "Libertador", prende possesso della fregata Stockdale, sulla quale è imbarcato un gruppo di "tigrotti", cioè bambini in crociera. Tra di essi vi è anche Josh Pendry, accompagnato da Harm e Bud, ma presente a bordo all'insaputa della madre Annie. I dissidenti, che non si fanno scrupolo di uccidere alcuni militari per raggiungere il loro scopo, intendono lanciare i missili Harpoon presenti sulla nave verso lo Stadio Nazionale de L'Avana, dove a breve è previsto un discorso di Fidel Castro. Josh riesce a defilarsi dal gruppo dei tigrotti poco prima che questo venga preso in ostaggio, e aiuta Harm a contattare il comando, in modo che la Marina possa intervenire e scongiurare il pericolo.

## Diane
- Titolo originale: Death Watch
- Diretto da: Donald P. Bellisario
- Scritto da: Donald P. Bellisario

### Trama
Vengono spiegati gli avvenimenti successivi all'ultimo episodio della prima stagione che si chiude con un cliffhanger. Harm ha scoperto l'assassino di Diane, sosia di Mac, donna cui ricambiava un sentimento forte ma inespresso e per il quale avevano deciso di parlare di un "futuro comune". Harm vuole vendicarla da solo, ma viene scoperto da Mac, la quale gli fa raccontare tutta la storia. Mac intende andare assieme ad Harm, per evitare che questi faccia una sciocchezza, ma Harm riesce a scaricarla dall'auto e a scappare via. Harm affronta l'assassino e gli punta addosso una pistola, quando sopraggiunge Mac, che indossa per via di un piccolo incidente l'uniforme da guardiamarina. L'assassino la scambia per il fantasma di Diane e terrorizzato cade in mare, morendo prima che Harm si possa vendicare. Alla fine Harm, guardando Mac, la bacia; lei accetta, rendendosi però conto che lui sta idealmente baciando Diane e non lei.

## L'impostore
- Titolo originale: Imposter
- Diretto da: Alan J. Levi
- Scritto da: R. Scott Gemmill

### Trama
Il Tenente Colonnello Vickers viene indagato per aver autorizzato una fornitura di gas nervino all'Algeria; Mac e Harm sono incaricati dell'accusa, ma Harm viene assalito e narcotizzato in casa propria dall'agente Palmer della DSD (Divisione Sicurezza Difesa). Palmer è una vecchia conoscenza di Harm; egli intende prendere il posto di Harm, avvicinare Vickers durante il dibattito e ucciderlo con una piccola dose di gas nervino. Per fare questo, prende il calco del volto di Harm e realizza una maschera in lattice di gomma. Harm è bloccato, con una bomba sotto alla sedia: solo un intervento da parte di una mano amica potrebbe risolvere la situazione.

## Il ritorno di Jimmy
- Titolo originale: The Return of Jimmy Blackhorse
- Diretto da: Alan J. Levi
- Scritto da: Dana Coen

### Trama
Dopo aver ritrovato alcune ossa di un soldato Navajo della Seconda Guerra Mondiale, di nome Jimmy Blackhorse, la Marina decide di dare il suo nome a un nuovo modello di nave. Tuttavia il popolo Navajo rifiuta i resti del soldato, perché una donna della medicina asserisce che lo spirito che emana dalle ossa non corrisponde a quello di Jimmy. Harm, Mac, Bud e Harriet sono inviati a dirimere la questione, cercando di superare la diffidenza dei Navajo, i quali vietano ogni forma di verifica tramite DNA in quanto considerata una pratica sacrilega. La scoperta di alcune lettere inviate dal soldato alla sua famiglia potrebbe far luce sulla circostanza della sua morte, e risolvere definitivamente la questione.

## Un bacio per l'ammiraglio
- Titolo originale: Clipped Wings
- Diretto da: Tony Wharmby
- Scritto da: Stephen Zito

### Trama
Durante un'esercitazione di volo a bassa quota, in Italia, un F-14 si scontra con un elicottero, causandone la caduta e la conseguente morte delle sei persone a bordo. L'Ammiraglio Chegwidden invia Harm, Mac e Bud per indagare, cui si aggiunge la deputata Bobbi Latham, inviata dal Congresso, preoccupato per la possibile revoca della concessione all'uso delle basi militari da parte del governo italiano. Harm assume la difesa del pilota, e cerca elementi che possano scagionarlo; intanto si incontra con Francesca, la figlia dell'Ammiraglio, che vive e lavora in Italia.

## Viva gli sposi
- Titolo originale: Wedding Bell Blues
- Diretto da: Alan J. Levi
- Scritto da: Stephen Zito, R. Scott Gemmill e Larry Moskowitz

### Trama
Si avvicina il grande giorno delle nozze, per Harriet e Bud, ma non tutto fila liscio: la divisa di gala di Harm viene consegnata dalla lavanderia per errore a uno spogliarellista, l'addio al celibato di Bud finisce in rissa, Harriet litiga in continuazione con sua madre, e Bud deve affrontare suo padre, Bud Senior, uomo rozzo e violento, che tiene sottomesso il fratello di Bud, Mikey.

## Pista siberiana
- Titolo originale: To Russia with Love
- Diretto da: Tony Wharmby
- Scritto da: Donald P. Bellisario e Larry Moskowitz

### Trama
Harm riceve dal Colonnello Parlovsky una foto di suo padre, scattata in Siberia nel 1980, che prova che egli era vivo in quella data e che fu deportato dal Vietnam in Unione Sovietica. Dopo aver contattato un ex ufficiale dell'aeronautica sovietica, ora residente negli Stati Uniti, presente anch'egli nella foto, Harm decide di partire per la Russia, per cercare di rintracciare il padre; l'Ammiraglio Chegwidden gli affianca Mac, per aiutarlo, grazie anche alla perfetta conoscenza della lingua russa che ella possiede. A Mosca incontrano il Maggiore Sokol, che li dissuade dal compiere l'impresa. Nonostante ciò, Harm e Mac si impossessano di un MiG-29 e partono per la Siberia, con il concreto rischio di essere abbattuti dall'Aeronautica russa.